# Station Elton and Orston
Elton and Orston is een spoorwegstation van National Rail in Elton, Rushcliffe in Engeland. Het station is eigendom van Network Rail en wordt beheerd door East Midlands Railway. 